# Augusto Rado
Augusto Rado (Milano, 21 novembre 1912 – Savona, 8 ottobre 1996) è stato un tennista italiano.

## Biografia
Campione italiano junior di Milano, Rado era un giocatore di corporatura leggera, noto per la sua velocità in campo. 
Rado ha gareggiato negli anni '30, con presenze per la squadra italiana di Coppa Davis nel 1933 e 1934. Nel 1933 partecipò esclusivamente a incontri di doppio, poi nel 1934 prese il posto di Uberto de Morpurgo e prese parte a sei gare di singolare, con tre vittorie. Arrivò fino al terzo round di singolare degli Internazionali di Francia del 1935, perdendo contro Don Turnbull.

## Coppa Davis

### Giocatore

#### Singolare
6 partite: 3 vittorie - 3 sconfitte

#### Doppio
4 partite: 1 vittoria - 3 sconfitte

### Statistiche
Vittorie in singolare: 50%
Vittorie in doppio: 25%
Vittorie totali: 33%